# NY Dosas
NY Dosas é um carrinho de comida localizado no Washington Square Park, na cidade de Iorque, no estado de Nova Iorque. NY Dosas é propriedade de Thiru Kumar nascido em Jaffna, Sri Lanka.

## Tarifa
NY Dosas é um carrinho de comida localizado no Washington Square Park, em Nova Iorque. A NY Dosas vende dosas, um crepe Tamil do Sri Lanka feito de arroz e lentilhas. As dosas são servidas com chutney de coco e sambar em pó, também vem com várias opções vegetarianas. NY Dosas está classificado em 16º como um dos vinte melhores carrinhos de comida de Nova Iorque pela New York Magazine.